# Diócesis de Hyderabad en Pakistán

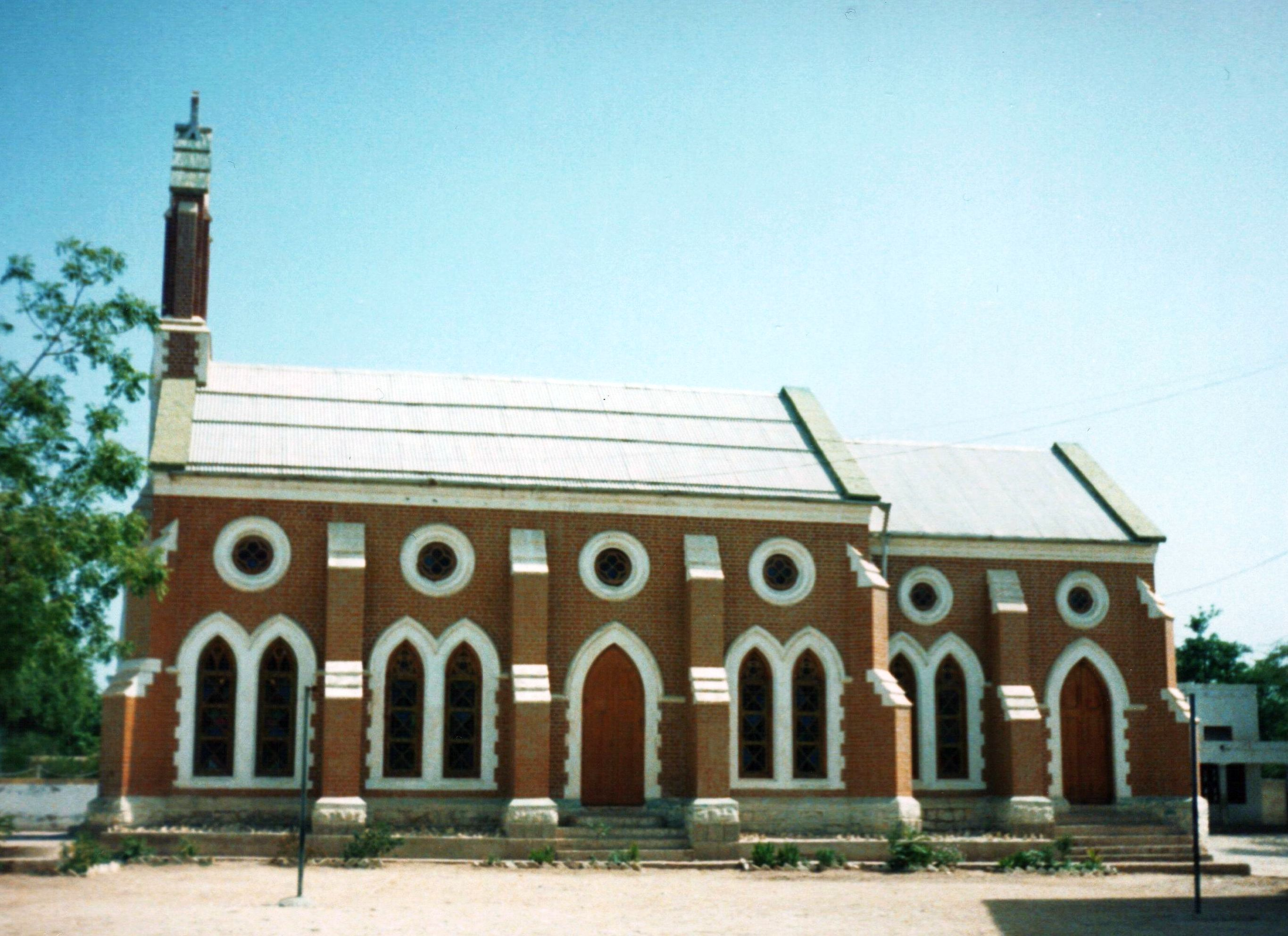
Iglesia de Santa María, Sukkur

La diócesis de Hyderabad en Pakistán (en latín: Dioecesis Hyderabaden(sis) in Pakistan, en inglés: Roman Catholic Diocese of Hyderabad in Pakistan y en urdu: حیدرآباد کے کیتھولک چرچ‎) es una circunscripción eclesiástica de rito latino de la Iglesia católica en Pakistán, sufragánea de la arquidiócesis de Karachi. Desde el 16 de diciembre de 2014 su obispo es Samson Shukardin, O.F.M.

## Territorio y organización
La diócesis extiende su jurisdicción sobre los fieles católicos de rito latino residentes en los siguientes distritos de la provincia de Sind: Hyderabad, Badin, Sanghar, Mirpur Khas, Tharparkar, Thatta, Jacobabad, Shikarpur, Sukkur, Khairpur y Nawabshah.
La sede de la diócesis se encuentra en la ciudad de Hyderabad, en donde se halla la Catedral de San Francisco Javier. 
En 2019 el territorio estaba dividido en 19 parroquias.

## Historia
La diócesis fue erigida el 28 de abril de 1958 con la bula Eius in terris del papa Pío XII separando territorio de la arquidiócesis de Karachi.
El 9 de noviembre de 2001 cedió una parte de su territorio en beneficio de la erección de la prefectura apostólica de Quetta (hoy vicariato apostólico).

## Episcopologio
- James Cornelius van Miltenburg, O.F.M. † (7 de mayo de 1958-14 de marzo de 1966 falleció)
  - Sede vacante (1966-1971)
- Bonaventure Patrick Paul, O.F.M. † (11 de marzo de 1971[2] -1 de septiembre de 1990 renunció)
- Joseph Coutts (1 de septiembre de 1990 por sucesión-27 de junio de 1998 nombrado obispo de Faisalabad)
- Max John Rodrigues (3 de diciembre de 1999-16 de diciembre de 2014 retirado)
- Samson Shukardin, O.F.M., desde el 16 de diciembre de 2014

## Estadísticas
De acuerdo al Anuario Pontificio 2020 la diócesis tenía a fines de 2019 un total de 54 126 fieles bautizados.
| Año                                                                             | Población            | Población  | Población      | Sacerdotes | Sacerdotes    | Sacerdotes    | Bautizados por sacerdote | Diáconos permanentes | Religiosos | Religiosos | Parroquias |
| Año                                                                             | Bautizados católicos | Total      | % de católicos | Total      | Clero secular | Clero regular | Bautizados por sacerdote | Diáconos permanentes | Varones    | Mujeres    | Parroquias |
| ------------------------------------------------------------------------------- | -------------------- | ---------- | -------------- | ---------- | ------------- | ------------- | ------------------------ | -------------------- | ---------- | ---------- | ---------- |
| 1970                                                                            | 20 214               | 5 692 000  | 0.4            | 30         |               | 30            | 673                      |                      | 36         | 53         | 6          |
| 1980                                                                            | 27 996               | 7 500 000  | 0.4            | 26         |               | 26            | 1076                     |                      | 28         | 64         | 3          |
| 1990                                                                            | 43 550               | 9 609 000  | 0.5            | 20         |               | 20            | 2177                     |                      | 23         | 54         | 10         |
| 1999                                                                            | 62 237               | 15 000     | 0.4            | 32         | 6             | 26            | 1944                     |                      | 30         | 74         | 15         |
| 2000                                                                            | 64 525               | 15 450 000 | 0.4            | 37         | 6             | 31            | 1743                     |                      | 35         | 67         | 15         |
| 2001                                                                            | 75 000               | 17 500 000 | 0.4            | 32         | 5             | 27            | 2343                     |                      | 31         | 70         | 14         |
| 2002                                                                            | 48 991               | 21 283 294 | 0.2            | 28         | 7             | 21            | 1749                     |                      | 25         | 58         | 13         |
| 2003                                                                            | 49 999               | 21 730 243 | 0.2            | 26         | 7             | 19            | 1923                     |                      | 24         | 60         | 14         |
| 2004                                                                            | 48 681               | 21 686 924 | 0.2            | 29         | 8             | 21            | 1678                     |                      | 26         | 60         | 14         |
| 2006                                                                            | 48 895               | 22 452 472 | 0.2            | 23         | 9             | 14            | 2125                     |                      | 18         | 58         | 14         |
| 2013                                                                            | 47 242               | 22 309 840 | 0.2            | 26         | 10            | 16            | 1817                     |                      | 24         | 65         | 15         |
| 2016                                                                            | 50 283               | 22 723 994 | 0.2            | 24         | 10            | 14            | 2095                     |                      | 25         | 54         | 15         |
| 2019                                                                            | 54 126               | 23 429 125 | 0.2            | 30         | 12            | 18            | 1804                     | 3                    | 33         | 58         | 19         |
| Fuente: Catholic-Hierarchy, que a su vez toma los datos del Anuario Pontificio. |                      |            |                |            |               |               |                          |                      |            |            |            |